# École supérieure de commerce de l'université Aalto

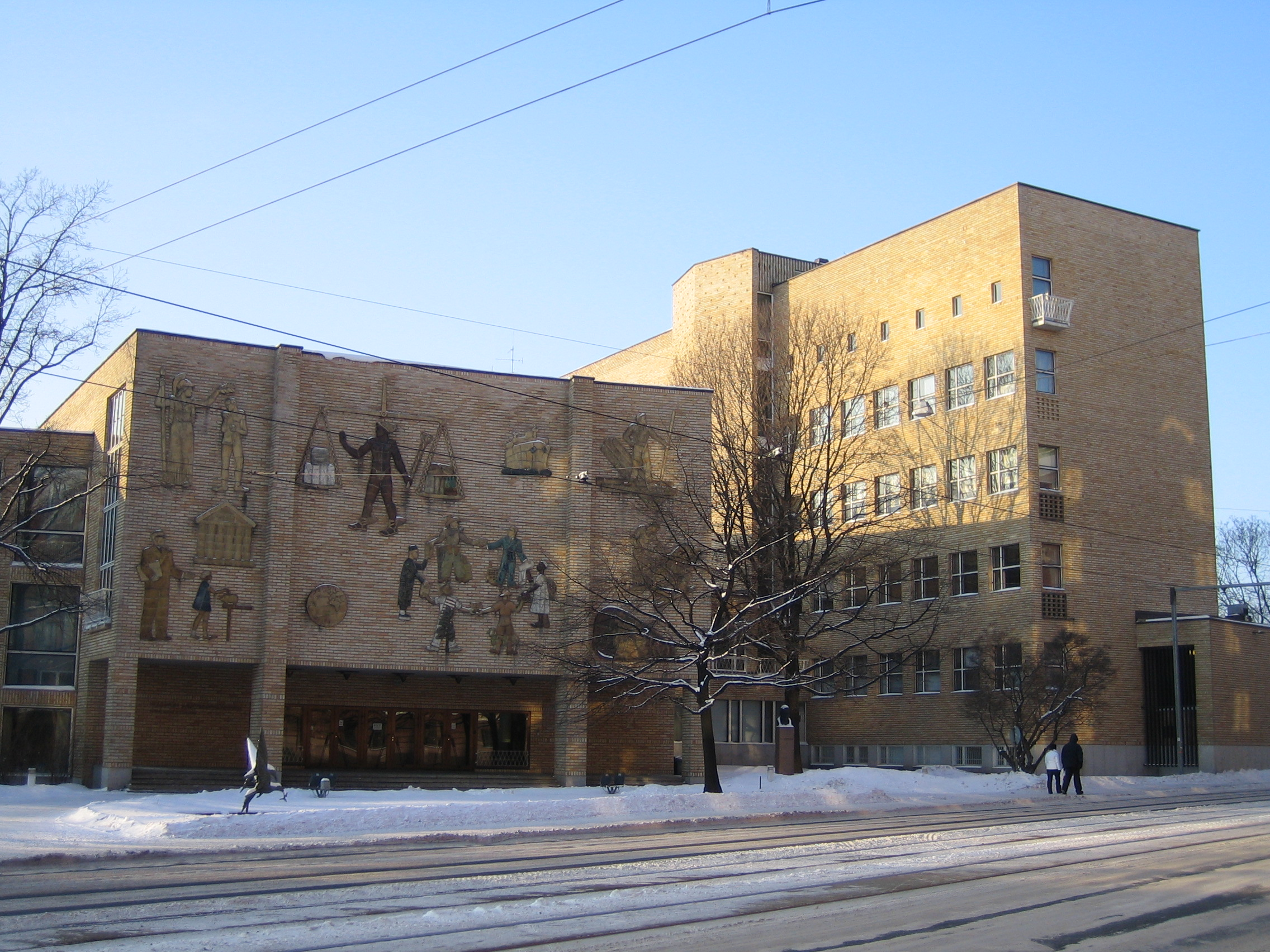
Le campus d'Etu-Töölö, à l'adresse Runeberginkatu 14–16 (1950).

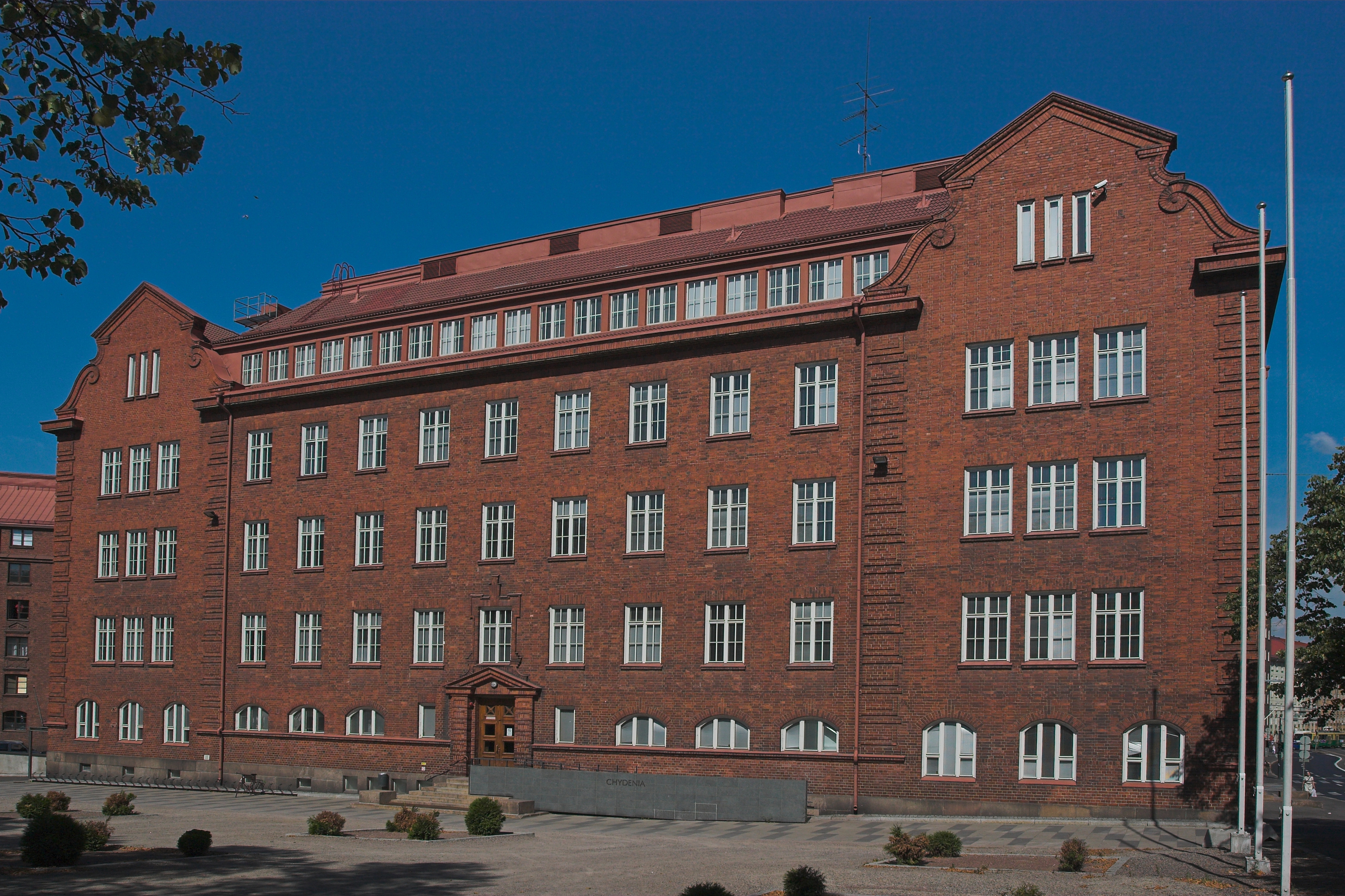
Chydenia - Le bâtiment Chydenia.

L'école supérieure de commerce de l'université Aalto, (finnois : Aalto-yliopiston kauppakorkeakoulu, sigle : HKKK), est une école de commerce de l'Université Aalto située à Helsinki en Finlande.

## Histoire
Fondée en 1911, elle appartient à l'Université Aalto.

## Architecture

### Campus d'Otaniemi

#### Ancien bâtiment principal d'Etu-Töölö
Le campus d'Etu-Töölö est conçu en 1950 par Woldemar Baeckman et Hugo Harmia dans un style fonctionnaliste. 
La décoration intérieure est due à Olli Borg, Ilmari Tapiovaara et Maija Heikinheimo. 
L'acoustique du bâtiment principale est conçue par Paavo Arni. 
La façade en briques est les reliefs réalisés par Michael Schilkin sont représentatifs de l'approche romantique des années 1940. 
Le bâtiment est inscrit au registre des édifices protégés du Docomomo.

## Certifications
L'école de commerce est accréditée par AACSB, AMBA et EQUIS. 
Elle est aussi membre actif de l'CEMS et de PIM (Partnership in International Management).

## International
L'école entretient des échanges avec plusieurs grandes écoles françaises dont HEC, ESSEC, ESCP Europe, Audencia Nantes, BEM, Grenoble EM, ESC Toulouse et l'IECS.
HSE possède une association d'étudiants, le KY (kauppakorkeakoulun ylioppilaskunta).